# Jean-Jacques Lebel

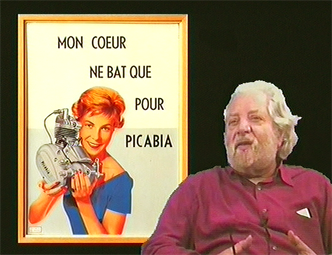
Retrato de Jean-Jacques Lebel, 2008.

Jean-Jacques Lebel , artista plástico, escritor y creador de manifestaciones artísticas nace en París en 1936.
Su primera exposición tiene lugar en 1955 en la Galería Número de Florencia, Italia donde publica su primera revista de arte, poesía y política. Luego vienen sus exposiciones en Milán , en París y en varios museos y galerías a través del mundo.
En 1960, Jean-Jacques Lebel es el autor de L'enterrement de la Chose (El entierro de la cosa), en Venecia instaurando el primer happening europeo. A partir de esa fecha produce más setenta happenings, performances y acciones, en varios continentes en paralelo con sus actividades plásticas, poéticas y políticas.
En 1960, toma la iniciativa del Grand tableau antifasciste collectif (Gran cuadro antifascista colectivo) de 4 x 5 metros pintado por Baj, Dova, Crippa, Erro, Lebel et Antonio Recalcati, y expuesto en el Anti-Procès de Milán, en 1961.
En 1960 et 1961, coorganiza en París, Venecia y Milán L'Anti-Procès, una manifestación y exposición internacional itinerante que agrupaba a unos sesenta artistas de tendencias diversas, que toman posición contra la guerra de Argelia y contra la tortura. 
Por esos mismos años, traduce al francés y publica a William Burroughs, Allen Ginsberg, Michael McClure, Lawrence Ferlinghetti y Gregory Corso; artistas con los que pone en marcha el festival Poliphonix de poesía, considerado el más importante del mundo en su clase.
En 1968, Jean-Jacques Lebel toma parte en las actividades del Movimiento 22 de marzo y luego participa del grupo anarquista Noir et rouge (Negro y Rojo). En la famosa portada de París Match en 1968 es él quien lleva en sus hombros a Caroline de Bendern. 
En esa época sigue los cursos del filósofo Gilles Deleuze en la Facultad de Vincennes.
Durante 2001 y 2002 : realiza una manifestación itinerante Reliquaire pour un culte de Vénus (Relicario para un culto de Venus), compuesto de más de tres mil elementos recolectados a lo largo de Europa.